# 辽阳白塔
41°16′36″N 123°10′08″E / 41.27667°N 123.16889°E
辽阳白塔，位于中华人民共和国辽宁省辽阳市白塔区的白塔公园中，白塔区也因该塔得名。是一座密檐式砖塔，因其周身被涂白而被称为白塔。该塔建造具体建造年代有多种说法，一般认为始建于辽金时期。自元代起该塔历代都有维修。辽阳白塔高70.3米，由塔基、基座、塔身、密檐、塔刹等部分组成。1988年，辽阳白塔被列为全国重点文物保护单位。

## 历史
由于史料缺失，重修碑记相互矛盾，关于辽阳白塔的建造时间出现了有三种不同的说法：
第一种观点认为该塔为汉朝建造唐朝维修，理据出自明万历十八年（1590年）《重修辽阳城广佑寺宝塔记》和清道光二十二年（1842年）《修补广佑寺碑记》等碑刻的内容:157。
第二种说法认为该塔始建于金代，其理据来源于1922年辽阳旧城的西北发掘的出了一块名为《东京大清安寺九代祖英公禅师塔铭并序》塔铭，根据塔铭内容和《金史·后妃列传》上的记载:157，可推知金世宗完颜雍的父亲完颜宗尧去世后，金世宗的母亲贞懿皇太后不愿按照女真习俗改嫁而选择在其家乡东京辽阳府出家，当时的金朝皇帝金熙宗特地下令为其在辽阳修建一座名为清安寺的寺院；金正陵六年（1161年），贞懿皇太后去世，金世宗为她修建了一座藏骨塔，是为今天的辽阳白塔。金大定二十九年（1189年），该塔正式建成:110-111。
第三种说法根据塔的造型风格和永乐二十一年（1423年）所刻的《重修辽阳城西广佑寺宝塔记》的记载，认定该塔始建于辽代，而1922年发现的塔铭中所说的金代藏骨塔应另有所指。
自塔建成之后，元、明、清均有重修。该塔原为当地一座名为广佑寺的寺院的附属建筑，1900年，该寺被沙俄烧毁，仅余白塔，1908年，日本在白塔周围建起白塔公园。1948年，白塔区成立:30，名称来源即为辽阳白塔:84。中华人民共和国成立后，曾先后三次维修辽阳白塔。1975年，辽宁海城县发生地震，但辽阳白塔并未受到严重影响。1988年，辽阳白塔被列为全国重点文物保护单位。

## 结构

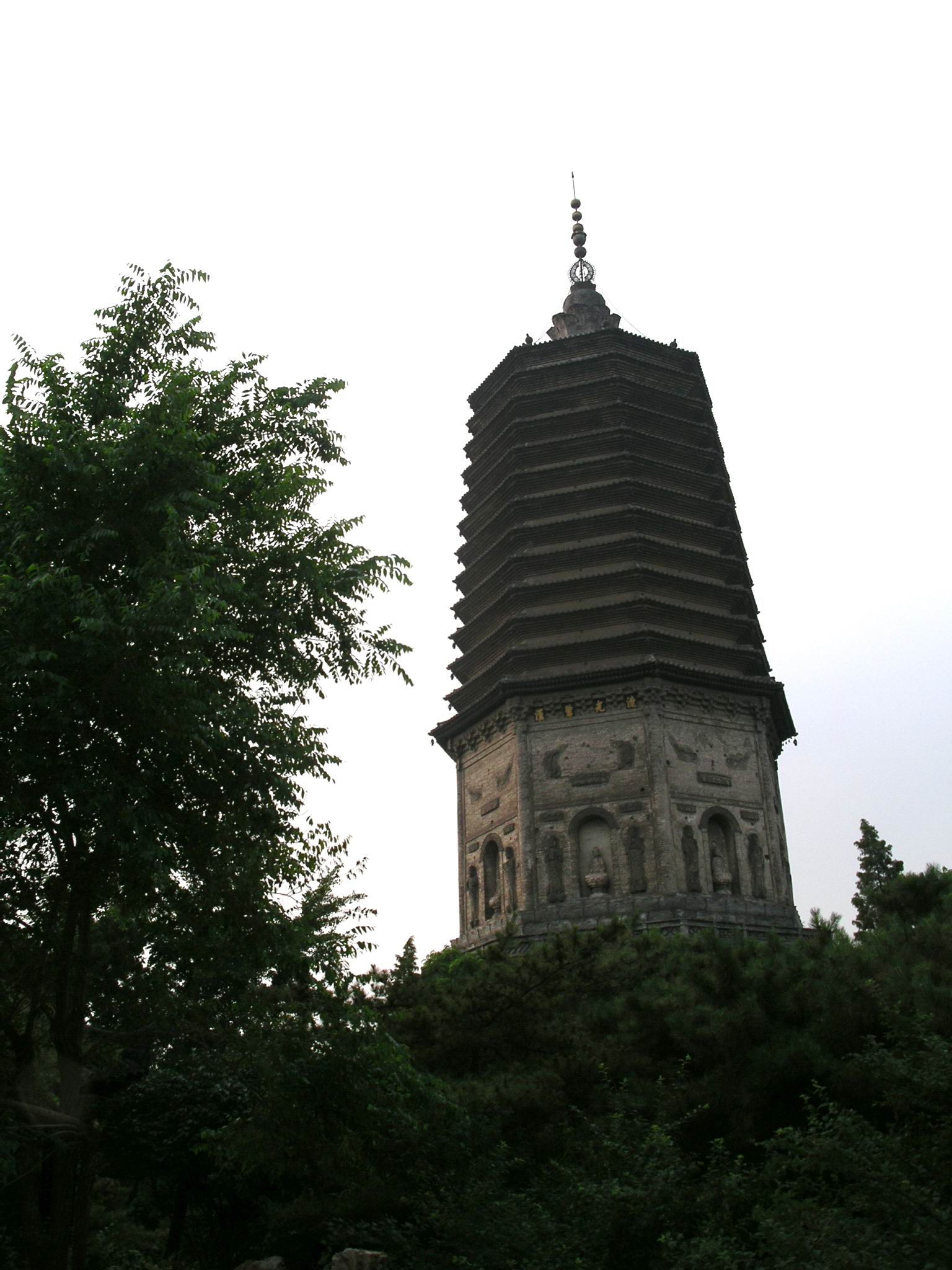
辽阳白塔

辽阳白塔是实心密檐式砖塔，同时也是一座舍利佛塔和风水塔。因其塔身和塔檐上涂有白灰，故而称为白塔。该塔高70.3米，建于一座高大的石台上，平面呈八角形。全塔由塔基、基座、塔身、密檐和塔刹组成。塔基分为上下两层，叠涩内收，上半部镶嵌有双狮戏球纹饰的雕砖板，每面中间砌出一个弧形券门小龛，龛内雕一只狮首卧兽。塔基上方为两层矮束腰须弥基座，下部雕刻有仰莲，每面均有五组“一佛二菩萨”雕像，每个转角处均雕刻有金刚力士，须弥座顶部为仿木结构的砖雕平座斗拱，斗拱上承砖砌额枋，枋上为平座栏板，栏板上方为双层仰莲，仰莲上方为塔身。塔身转角处为砖砌圆倚柱，每面砌筑有眉拱龛，龛内雕刻有一尊坐佛，龛门左右两侧各有一尊胁侍菩萨，龛门上雕刻有缠枝牡丹等装饰纹。龛的左上方和右上方雕刻有飞天浮雕。塔身上方上有十三层密檐，由下至上逐渐收分，南面的第一层塔檐下有后世所添加的“流”“光”“碧”“汉”四个单字牌匾。每两层塔檐之间有一个假立壁，立壁上放置有一面铜镜。塔檐上方为塔刹，底部为八角形双层的砖雕双层仰莲底座及其上的覆钵组成的刹座，刹座正中央有一根高9.5米的鎏金刹杆，刹杆上装有铜制圆光、宝珠、相轮，刹杆顶部有8根铁链，分别于塔顶垂脊上的8个铜宝瓶相连。:157-158

## 图集
- 辽阳白塔（摄于白塔公园内）
- 拍摄于1897-1914年的辽阳白塔
- 《重修辽阳城西广佑寺宝塔记》（明隆庆五年）辽阳博物馆馆藏
- 《重修辽阳城西广佑寺宝塔记》（明万历十八年）辽阳博物馆馆藏
- 《重修辽阳城西广佑寺宝塔记》（明万历二十六年）辽阳博物馆馆藏
- 《重修辽阳城西广佑寺宝塔记》（明永乐二十一年）辽阳博物馆馆藏